# شون ريغ
شون ريغ (بالإنجليزية: Sean Rigg)‏ (1 أكتوبر 1988 في المملكة المتحدة - ) هو لاعب كرة قدم بريطاني في مركز جناح ‏. لعب مع أكسفورد يونايتد وبورت فايل وفوريست غرين ونادي بريستول روفيرز وإيه أف سي ويمبلدون وغرايز أتلاتيك ‏.

## وصلات خارجية
- شون ريغ على موقع قاعدة بيانات كرة القدم.إي يو (الإنجليزية)
- شون ريغ على موقع Soccerbase.com (لاعب) (الإنجليزية)
- شون ريغ على موقع Soccerway.com (الإنجليزية)